# Santa María de Valverde
Santa María de Valverde község Spanyolországban,  Zamora tartományban.  Lakosainak száma 51 fő (2024).

## Népesség
A település népessége az utóbbi években az alábbiak szerint változott:
| Lakosok száma | 101  | 95   | 91   | 90   | 83   | 69   | 57   | 56   | 58   | 51   |
|               | 2001 | 2004 | 2007 | 2009 | 2012 | 2014 | 2017 | 2019 | 2022 | 2024 |